# Vergt-de-Biron
Pour les articles homonymes, voir Vergt (homonymie).
Vergt-de-Biron est une commune française située dans le département de la Dordogne, en région Nouvelle-Aquitaine.

## Géographie

### Généralités
La commune de Vergt-de-Biron se répartit en de multiples hameaux, le plus important étant celui de Labrame, situé aux sources de Labrame.
Le hameau de Vergt-de-Biron est constitué de l'église, de la mairie, de l'école et de quelques maisons.

### Communes limitrophes
Vergt-de-Biron est limitrophe de huit communes dont cinq dans le département de Lot-et-Garonne. Saint-Cassien au nord et Gavaudun au sud-est ne sont limitrophes chacune que par un quadripoint.
| Parranquet (Lot-et-Garonne)                | Saint-Cassien             | Gaugeac                   |
| Saint-Martin-de-Villeréal (Lot-et-Garonne) | Vergt-de-Biron            | Biron                     |
| Dévillac (Lot-et-Garonne)                  | Paulhiac (Lot-et-Garonne) | Gavaudun (Lot-et-Garonne) |

### Géologie et relief

#### Géologie
Situé sur la plaque nord du Bassin aquitain et bordé à son extrémité nord-est par une frange du Massif central, le département de la Dordogne présente une grande diversité géologique. Les terrains sont disposés en profondeur en strates régulières, témoins d'une sédimentation sur cette ancienne plate-forme marine. Le département peut ainsi être découpé sur le plan géologique en quatre gradins différenciés selon leur âge géologique. Vergt-de-Biron est située dans le quatrième gradin à partir du nord-est, un plateau formé de dépôts siliceux-gréseux et de calcaires lacustres de l'ère tertiaire.
Les couches affleurantes sur le territoire communal sont constituées de formations superficielles du Quaternaire et de roches sédimentaires datant pour certaines du Cénozoïque, et pour d'autres du Mésozoïque. La formation la plus ancienne, notée c4a(Bs), date du Santonien inférieur, composée de marnes à huîtres, calcaires crayeux en plaquettes gris à bryozoaires, puis grès carbonaté et sables jaunes (formation de Boussitran). La formation la plus récente, notée CFvp, fait partie des formations superficielles de type colluvions carbonatées de pente ou de vallon secs indifférenciés. Le descriptif de ces couches est détaillé dans  les feuilles « no 831 - Belvès » et « no 855 - Fumel » de la carte géologique au 1/50 000 de la France métropolitaine, et leurs notices associées,.

Carte géologique de Vergt-de-Biron.

#### Relief et paysages
Le département de la Dordogne se présente comme un vaste plateau incliné du nord-est (491 m, à la forêt de Vieillecour dans le Nontronnais, à Saint-Pierre-de-Frugie) au sud-ouest (2 m à Lamothe-Montravel). L'altitude du territoire communal varie quant à elle entre 111 mètres et 209 mètres,.
Dans le cadre de la Convention européenne du paysage entrée en vigueur en France le 1er juillet 2006, renforcée par la loi du 8 août 2016 pour la reconquête de la biodiversité, de la nature et des paysages, un atlas des paysages de la Dordogne a été élaboré sous maîtrise d’ouvrage de l’État et publié en octobre 2020. Les paysages du département s'organisent en huit unités paysagères,. La commune est dans le Bergeracois, une région naturelle présentant un relief contrasté, avec les deux grandes vallées de la Dordogne et du Dropt séparées par un plateau plus ou moins vallonné, dont la pente générale s’incline doucement d’est en ouest. Ce territoire offre des paysages ouverts qui tranchent avec les paysages périgourdins. Il est composé de vignes, vergers et cultures,.
La superficie cadastrale de la commune publiée par l'Insee, qui sert de référence dans toutes les statistiques, est de 16,17 km2,,. La superficie géographique, issue de la BD Topo, composante du Référentiel à grande échelle produit par l'IGN, est quant à elle de 16,3 km2.

### Hydrographie

#### Réseau hydrographique
La commune est située dans le bassin de la Garonne au sein du Bassin Adour-Garonne. Elle est drainée par le Dropt, le Laussou, le ruisseau de la Fontaine Biron, le ruisseau de la Fontaine de Saint-Jean, le ruisseau de Vergt et par divers petits cours d'eau, qui constituent un réseau hydrographique de 23 km de longueur totale,.
Le Dropt, d'une longueur totale de 132,47 km, prend sa source dans la commune de Capdrot et se jette en rive droite de la Garonne en limite de Caudrot et de Casseuil, face à Barie,. Il traverse la commune du nord-est au nord-ouest sur plus de trois kilomètres, dont près de deux kilomètres servent de limite naturelle en deux tronçons, face à Gaugeac et Parranquet.
Le Laussou, d'une longueur totale de 13,36 km, prend sa source en Dordogne à Biron et se jette en rive droite de la Lède en Lot-et-Garonne, en limite de Laussou et Monflanquin,. Il baigne le sud de la commune sur trois kilomètres dont deux marquent la limite territoriale en deux tronçons, face à Biron et Paulhiac.
Affluent de rive droite du Laussou, le ruisseau de la Fontaine de Biron borde la commune à l'ouest sur plus d'un kilomètre et demi face à Dévillac. Son affluent de rive gauche le ruisseau de Vergt prend sa source à l'est du petit bourg de Vergt-de-Biron et baigne l'ouest de la commune sur près de deux kilomètres et demi.
Affluent de rive gauche du Laussou, le ruisseau de la Fontaine de Saint-Jean arrose le sud de la commune sur plus d'un kilomètre et demi dont environ 700 mètres marquent la limite territoriale face à Paulhiac.

Réseaux hydrographique et routier de Vergt-de-Biron.
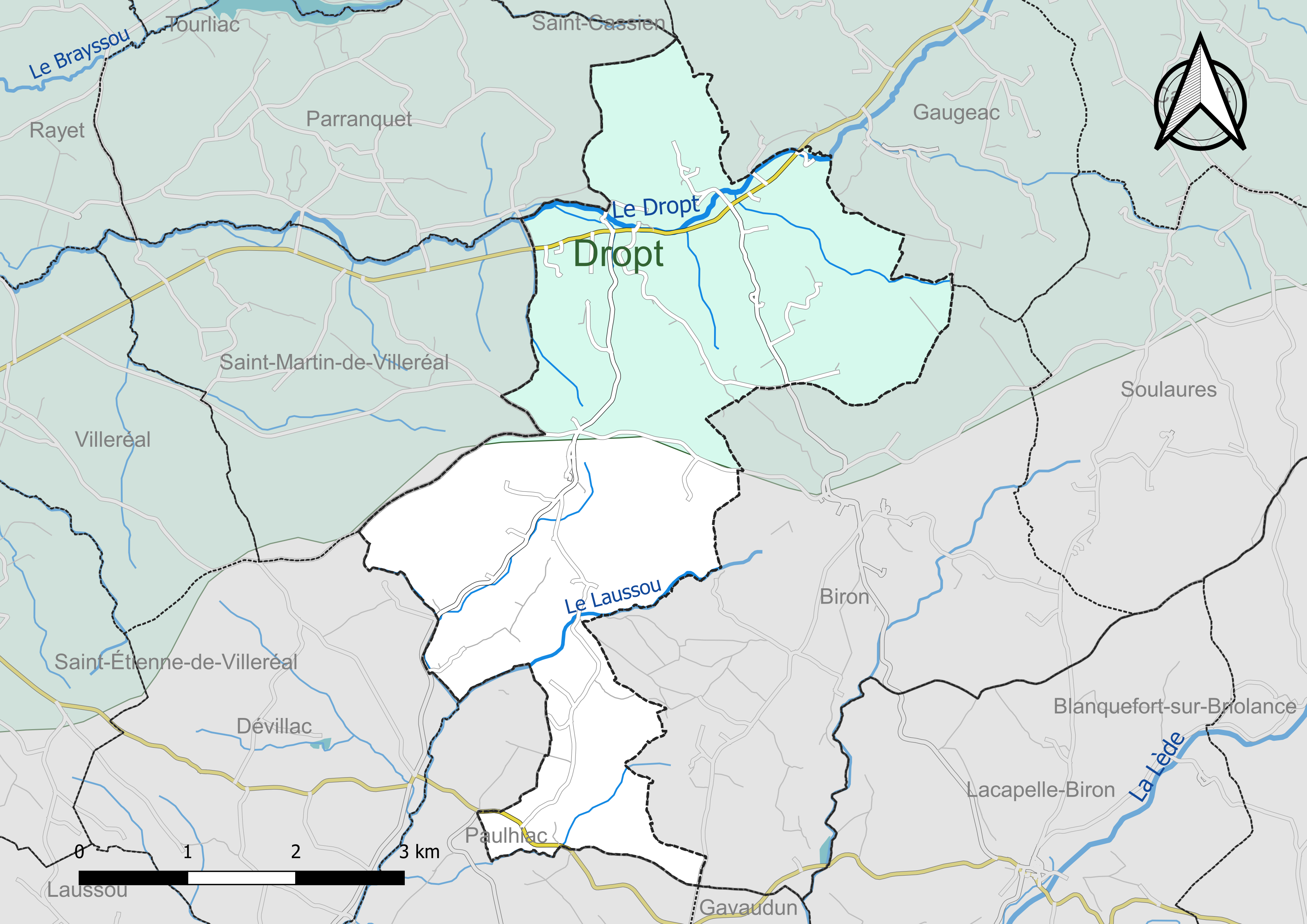
Carte des schémas d'aménagement et de gestion des eaux (SAGE) couvrant le territoire communal de Vergt-de-Biron.

#### Gestion et qualité des eaux
Le territoire communal est couvert par le schéma d'aménagement et de gestion des eaux (SAGE) « Dropt ». Ce document de planification, dont le territoire correspond au bassin versant du Dropt, d'une superficie de 1 522 km2, a été approuvé le 13 janvier 2022. La structure porteuse de l'élaboration et de la mise en œuvre est le syndicat mixte EPIDROPT. Il définit sur son territoire les objectifs généraux d’utilisation, de mise en valeur et de protection quantitative et qualitative des ressources en eau superficielle et souterraine, en respect des objectifs de qualité définis dans le troisième SDAGE  du Bassin Adour-Garonne qui couvre la période 2022-2027, approuvé le 10 mars 2022.
Au nord environ 55 % du territoire communal dépendent du SAGE Dropt. En 2022, le sud de la commune n'est rattaché à aucun SAGE.
La qualité des eaux de baignade et des cours d’eau peut être consultée sur un site dédié géré par les agences de l’eau et l’Agence française pour la biodiversité.

### Climat
Pour des articles plus généraux, voir Climat de la Nouvelle-Aquitaine et Climat de la Dordogne.
Historiquement, la commune est exposée à un climat océanique aquitain.  
En 2020, Météo-France publie une typologie des climats de la France métropolitaine dans laquelle la commune est exposée à un climat océanique altéré et est dans la région climatique  Aquitaine, Gascogne, caractérisée par une pluviométrie abondante au printemps, modérée en automne, un faible ensoleillement au printemps, un été chaud (19,5 °C), des vents faibles, des brouillards fréquents en automne et en hiver et des orages fréquents en été (15 à 20 jours).
Pour la période 1971-2000, la température annuelle moyenne est de 12,9 °C, avec  une amplitude thermique annuelle de 15,2 °C. Le cumul annuel moyen de précipitations est de 880 mm, avec 12,2 jours de précipitations en janvier et 6,8 jours en juillet. Pour la période 1991-2020, la température moyenne annuelle observée sur la station météorologique la plus proche, située sur la commune de Lacapelle-Biron à 5,67 km à vol d'oiseau, est de 13,6 °C et le cumul annuel moyen de précipitations est de 833,3 mm,. Pour l'avenir, les paramètres climatiques de la commune estimés pour 2050 selon différents scénarios d’émission de gaz à effet de serre sont consultables sur un site dédié publié par Météo-France en novembre 2022.

## Urbanisme

### Typologie
Au 1er janvier 2024, Vergt-de-Biron est catégorisée commune rurale à habitat très dispersé, selon la nouvelle grille communale de densité à 7 niveaux définie par l'Insee en 2022.
Elle est située hors unité urbaine et hors attraction des villes,.

### Occupation des sols
L'occupation des sols de la commune, telle qu'elle ressort de la base de données européenne d’occupation biophysique des sols Corine Land Cover (CLC), est marquée par l'importance des territoires agricoles (53,1 % en 2018), une proportion identique à celle de 1990 (53,1 %). La répartition détaillée en 2018 est la suivante : 
forêts (46,9 %), zones agricoles hétérogènes (36,3 %), prairies (13,8 %), terres arables (3 %). L'évolution de l’occupation des sols de la commune et de ses infrastructures peut être observée sur les différentes représentations cartographiques du territoire : la carte de Cassini (XVIIIe siècle), la carte d'état-major (1820-1866) et les cartes ou photos aériennes de l'IGN pour la période actuelle (1950 à aujourd'hui).

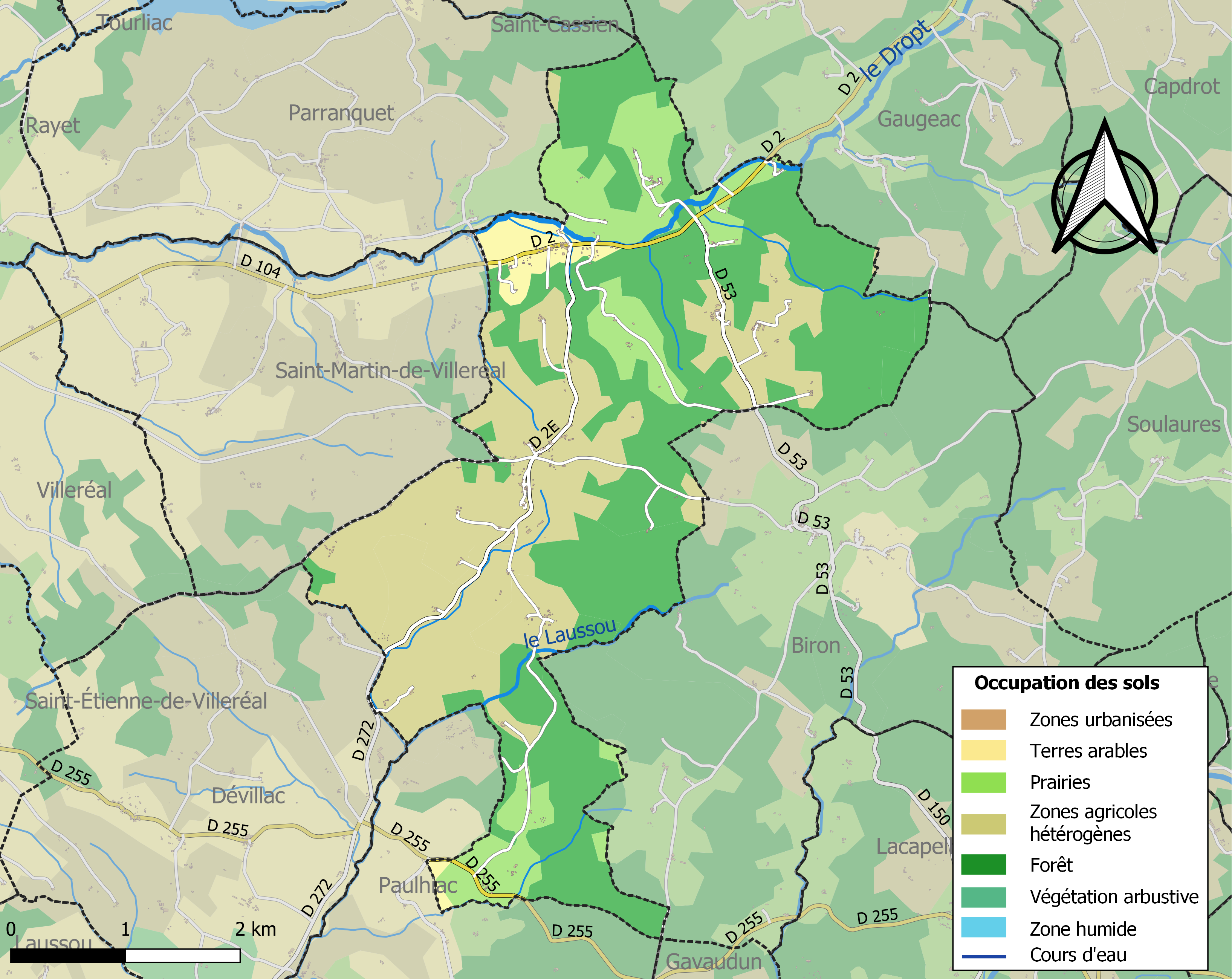
Carte des infrastructures et de l'occupation des sols de la commune en 2018 (CLC).

### Prévention des risques
Le territoire de la commune de Vergt-de-Biron est vulnérable à différents aléas naturels : météorologiques (tempête, orage, neige, grand froid, canicule ou sécheresse), inondations, feux de forêts, mouvements de terrains et séisme (sismicité très faible). Un site publié par le BRGM permet d'évaluer simplement et rapidement les risques d'un bien localisé soit par son adresse soit par le numéro de sa parcelle.
Certaines parties du territoire communal sont susceptibles d’être affectées par le risque d’inondation par débordement de cours d'eau, notamment le Laussou et le Dropt. La commune a été reconnue en état de catastrophe naturelle au titre des dommages causés par les inondations et coulées de boue survenues en 1982, 1996, 1999, 2003, 2008 et 2010,.
Vergt-de-Biron est exposée au risque de feu de forêt. L’arrêté préfectoral du 14 mars 2013 fixe les conditions de pratique des incinérations et de brûlage dans un objectif de réduire le risque de départs d’incendie. À ce titre, des périodes sont déterminées : interdiction totale du 15 février au 15 mai et du 15 juin au 15 octobre, utilisation réglementée du 16 mai au 14 juin et du 16 octobre au 14 février. En septembre 2020, un plan inter-départemental de protection des forêts contre les incendies (PidPFCI) a été adopté pour la période 2019-2029,.

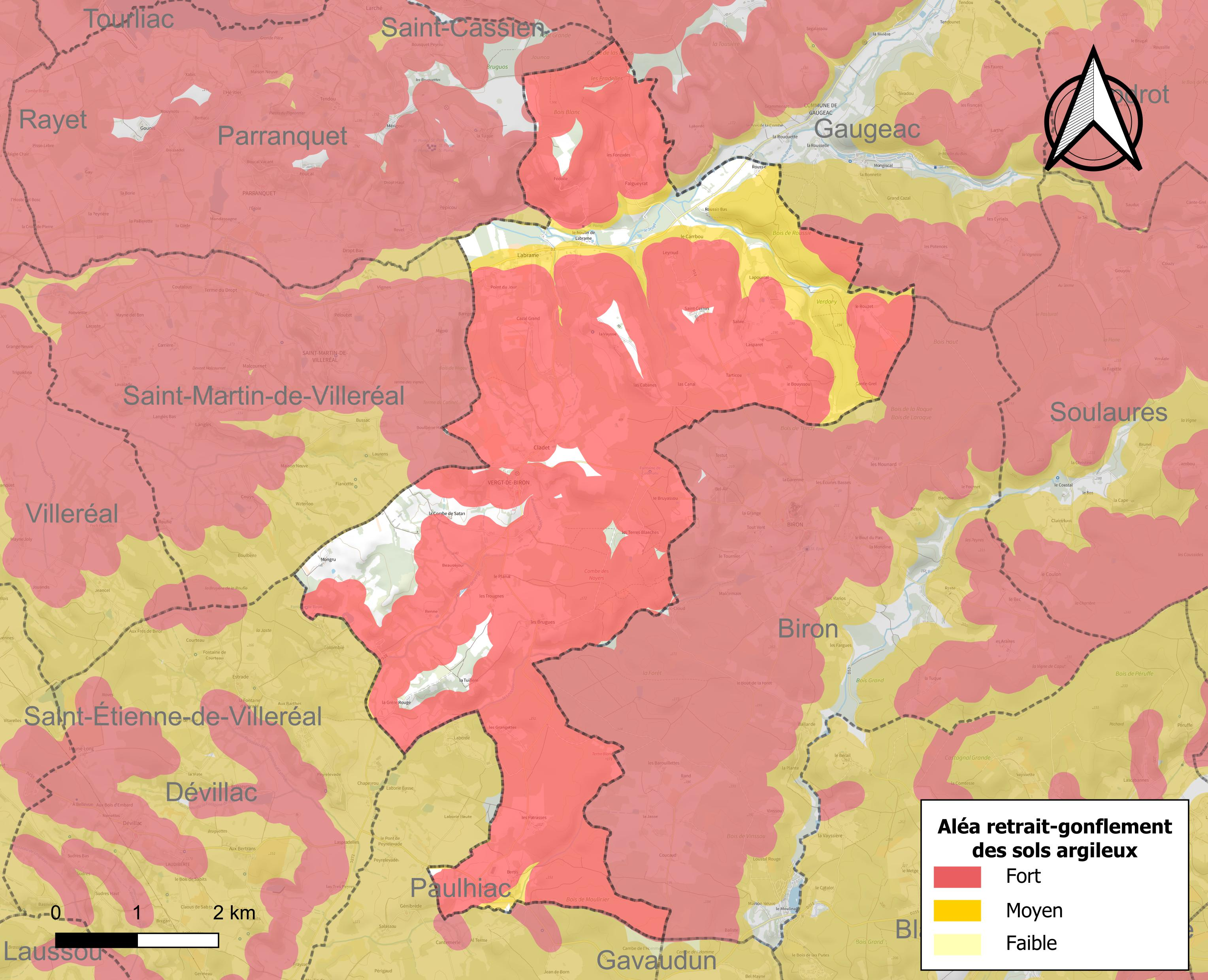
Carte des zones d'aléa retrait-gonflement des sols argileux de Vergt-de-Biron.

Les mouvements de terrains susceptibles de se produire sur la commune sont des tassements différentiels. Le retrait-gonflement des sols argileux est susceptible d'engendrer des dommages importants aux bâtiments en cas d’alternance de périodes de sécheresse et de pluie. 88,6 % de la superficie communale est en aléa moyen ou fort (58,6 % au niveau départemental et 48,5 % au niveau national métropolitain). Depuis le 1er octobre 2020, en application de la loi ÉLAN, différentes contraintes s'imposent aux vendeurs, maîtres d'ouvrages ou constructeurs de biens situés dans une zone classée en aléa moyen ou fort,.
La commune a été reconnue en état de catastrophe naturelle au titre des dommages causés par la sécheresse en 2011 et par des mouvements de terrain en 1999.

## Toponymie
En occitan, la commune porte le nom d'Al Vèrn.

## Histoire
En 1827, la commune de Biron s'agrandit par le rattachement des anciennes communes de Saint-Michel-de-Biron, Bertis-de-Biron, Saint-Cernin-de-Biron et Vergt-de-Biron. Ces trois dernières forment en 1840 la commune indépendante de Vergt-de-Biron.
Le 21 mai 1944, lors d'une opération contre le maquis engagée sur un front allant de Villeneuve-sur-Lot à Frayssinet-le-Gélat, des éléments de la 2e division SS Das Reich raflent 70 otages, qui sont enfermés à Vergt-de-Biron avant d'être envoyés à Agen. D'autres rafles et épisodes sanglants ont lieu le même jour à Lacapelle-Biron, Dévillac, Frayssinet-le-Gélat, Salles, Fumel, Monsempron-Libos et Montagnac-sur-Lède.

## Politique et administration

### Administration municipale
La population de la commune étant comprise entre 100 et 499 habitants au recensement de 2017, onze conseillers municipaux ont été élus en 2020,.

### Liste des maires
| Période                                  | Période   | Identité         | Étiquette | Qualité          |
| ---------------------------------------- | --------- | ---------------- | --------- | ---------------- |
| Les données manquantes sont à compléter. |           |                  |           |                  |
|                                          |           |                  |           |                  |
| mars 2001                                | mars 2008 | Jacques Vassas   |           |                  |
| mars 2008                                | mars 2014 | Gérard Sureau    | SE        | Cadre à La Poste |
| mars 2014                                | mai 2020  | Nathalie Frigout |           |                  |
| mai 2020                                 | En cours  | Laurent Bagilet  |           |                  |

## Équipements et services publics

### Justice
En 2023, dans le domaine judiciaire, Vergt-de-Biron relève : 
- du tribunal judiciaire, du tribunal pour enfants, du conseil de prud'hommes et du tribunal de commerce de Bergerac ;
- du pôle Nationalité du tribunal judiciaire de Périgueux (compétent uniquement dans le domaine de la nationalité) ;
- de la cour d'appel, du tribunal administratif et de la  cour administrative d'appel de Bordeaux.

## Population et société

### Démographie
L'évolution du nombre d'habitants est connue à travers les recensements de la population effectués dans la commune depuis 1793. Pour les communes de moins de 10 000 habitants, une enquête de recensement portant sur toute la population est réalisée tous les cinq ans, les populations de référence des années intermédiaires étant quant à elles estimées par interpolation ou extrapolation. Pour la commune, le premier recensement exhaustif entrant dans le cadre du nouveau dispositif a été réalisé en 2004.

En 2022, la commune comptait 188 habitants, en évolution de −4,08 % par rapport à 2016 (Dordogne : +0,37 %, France hors Mayotte : +2,11 %).
| 1793 | 1800 | 1806 | 1821 | 1841 | 1846 | 1851 | 1856 | 1861 |
| ---- | ---- | ---- | ---- | ---- | ---- | ---- | ---- | ---- |
| 293  | 127  | 264  | 281  | 715  | 690  | 617  | 639  | 543  |

| 1866 | 1872 | 1876 | 1881 | 1886 | 1891 | 1896 | 1901 | 1906 |
| ---- | ---- | ---- | ---- | ---- | ---- | ---- | ---- | ---- |
| 501  | 537  | 518  | 527  | 517  | 474  | 419  | 379  | 360  |

| 1911 | 1921 | 1926 | 1931 | 1936 | 1946 | 1954 | 1962 | 1968 |
| ---- | ---- | ---- | ---- | ---- | ---- | ---- | ---- | ---- |
| 396  | 280  | 294  | 277  | 256  | 209  | 214  | 207  | 188  |

| 1975 | 1982 | 1990 | 1999 | 2004 | 2006 | 2009 | 2014 | 2019 |
| ---- | ---- | ---- | ---- | ---- | ---- | ---- | ---- | ---- |
| 171  | 181  | 190  | 182  | 189  | 201  | 181  | 191  | 191  |

| 2022 | - | - | - | - | - | - | - | - |
| ---- | - | - | - | - | - | - | - | - |
| 188  | - | - | - | - | - | - | - | - |

### Remarque
En 1827, Vergt-de-Biron et trois autres communes fusionnent avec la commune de Biron. En 1840, elle reprend son indépendance, augmentée des territoires des anciennes communes de Bertis-de-Biron et Saint-Cernin-de-Biron, qui avaient également fusionné avec Biron.

## Économie

### Emploi
En 2015, parmi la population communale comprise entre 15 et 64 ans, les actifs représentent 75 personnes, soit 38,9 % de la population municipale. Le nombre de chômeurs (sept) a diminué par rapport à 2010 (neuf) et le taux de chômage de cette population active s'établit à 9,5 %.

### Établissements
Au 31 décembre 2015, la commune compte vingt-quatre établissements, dont neuf au niveau des commerces, transports ou services, cinq dans la construction, cinq dans l'agriculture, la sylviculture ou la pêche, trois dans l'industrie, et deux relatifs au secteur administratif, à l'enseignement, à la santé ou à l'action sociale.

## Culture locale et patrimoine

### Lieux et monuments
- L'allée couverte du Point du Jour, ou de La Brame, édifiée à l'époque néolithique, est sans conteste le plus ancien monument de la commune.
- Église Saint-Pierre-ès-Liens de Vergt-de-Biron[59]. Les murs romans avec des retouches gothiques sont repris au XIXe siècle. Le clocher-porche est moderne mais a été touché par la foudre.
 Le 21 mai 1944, 63 habitants de la commune furent enfermés et torturés dans cette église par les soldats allemands aidés par des Français. Trente personnes furent déportées et plusieurs ne sont pas revenues.
- Chapelle Saint-Sernin[60] au hameau de Saint-Cernin. Elle date du XIIe siècle avec un clocher-mur et un portail du XVe siècle.
- Église de Bertis[61] au hameau de Bertis, de style roman, avec clocher-mur et portail du XIVe siècle. Elle a été restaurée en 2007. C'est une ancienne paroisse qui était dédiée à saint Jean Baptiste.

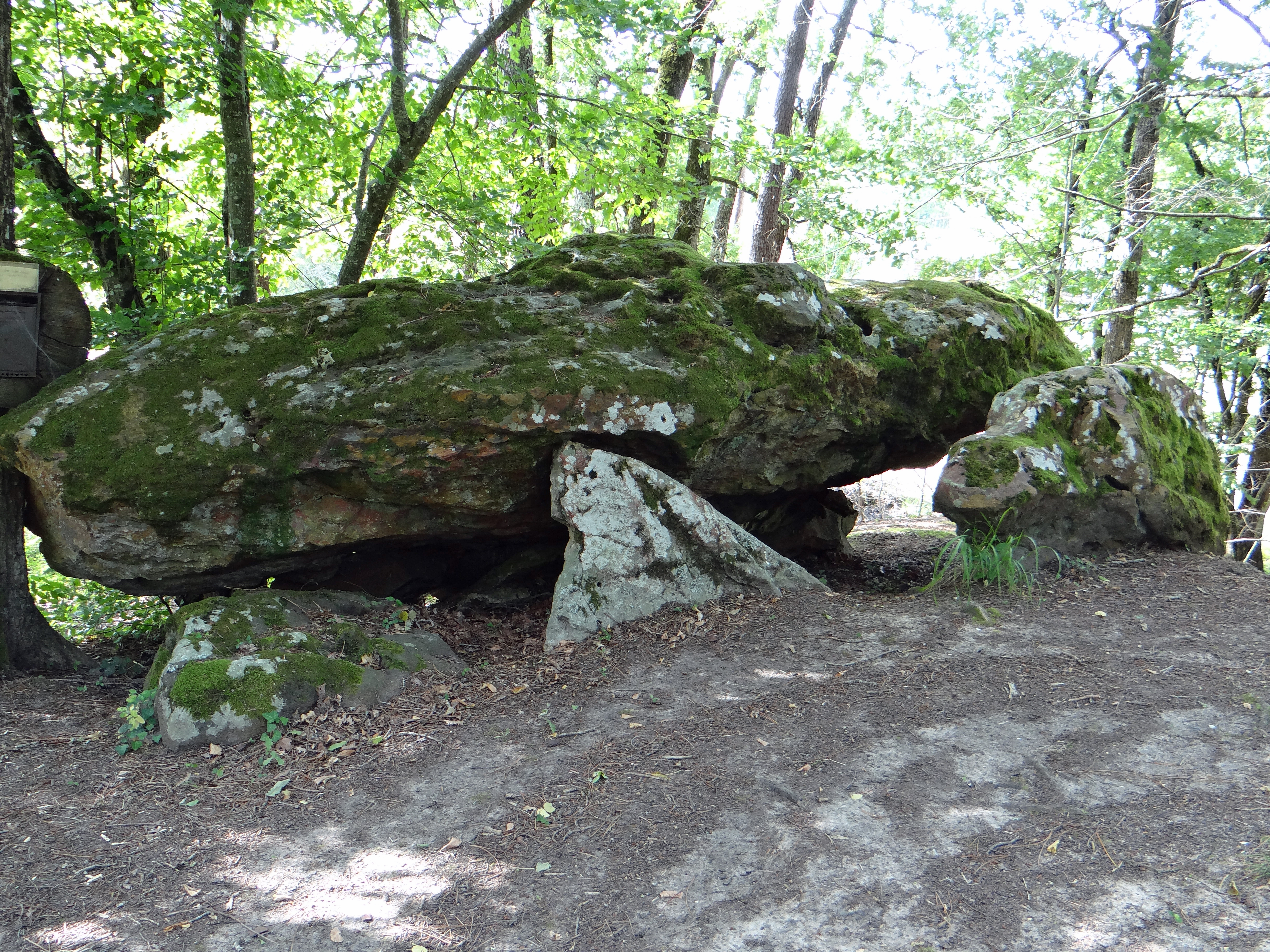
L'allée couverte du Point du Jour.
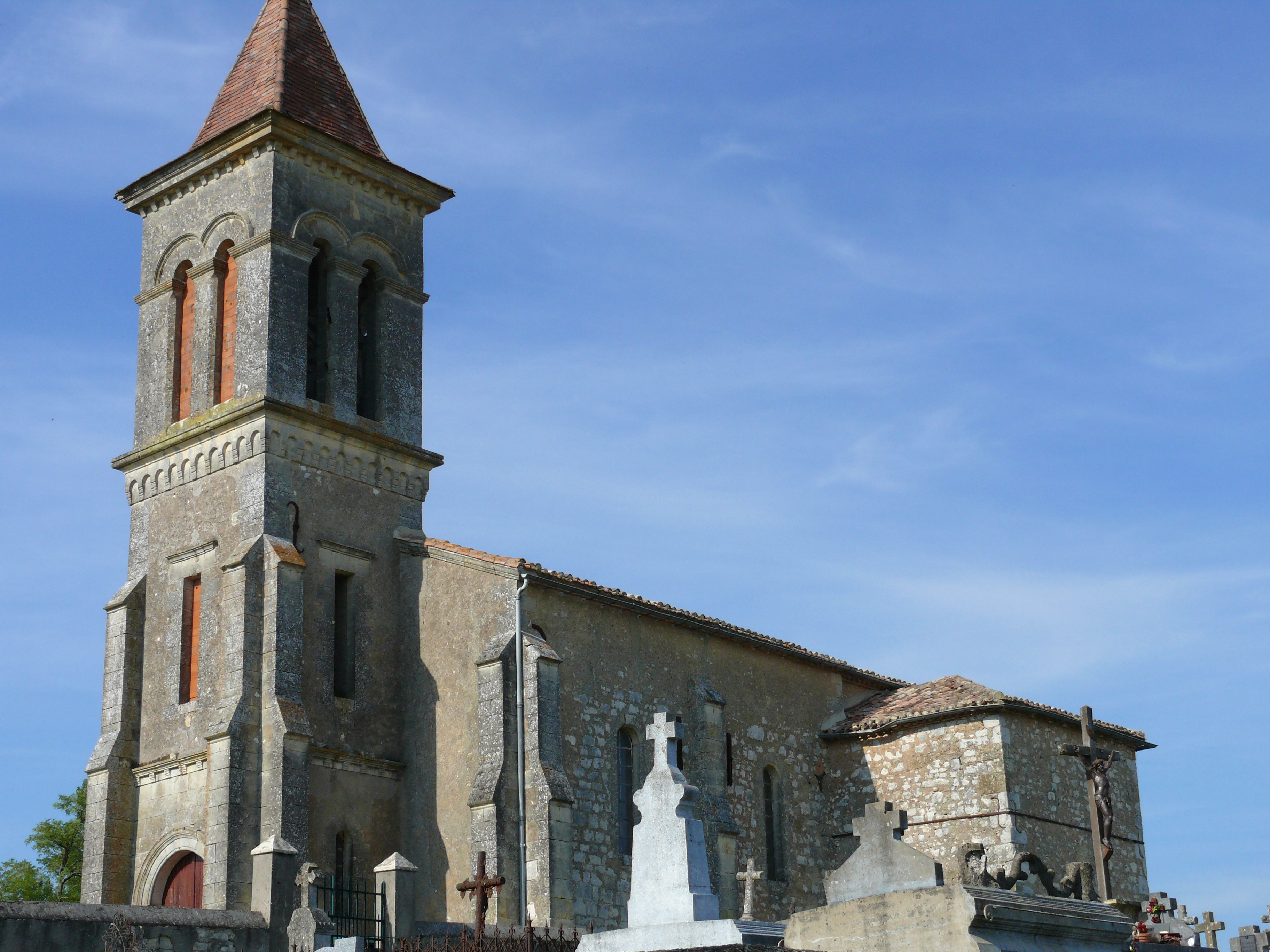
L'église Saint-Pierre-ès-Liens.
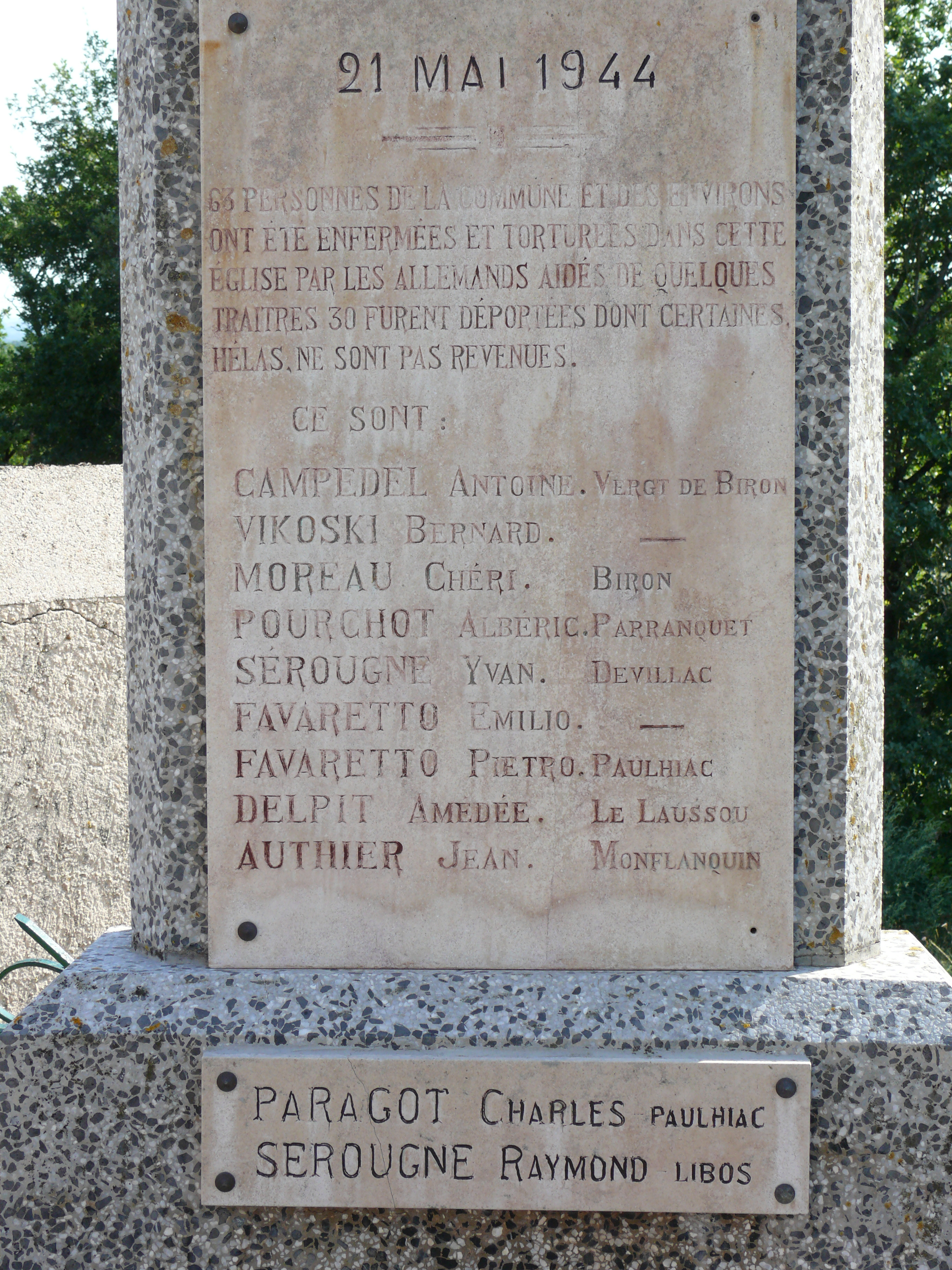
Monument commémoratif du 21 mai 1944 à côté de l'église.
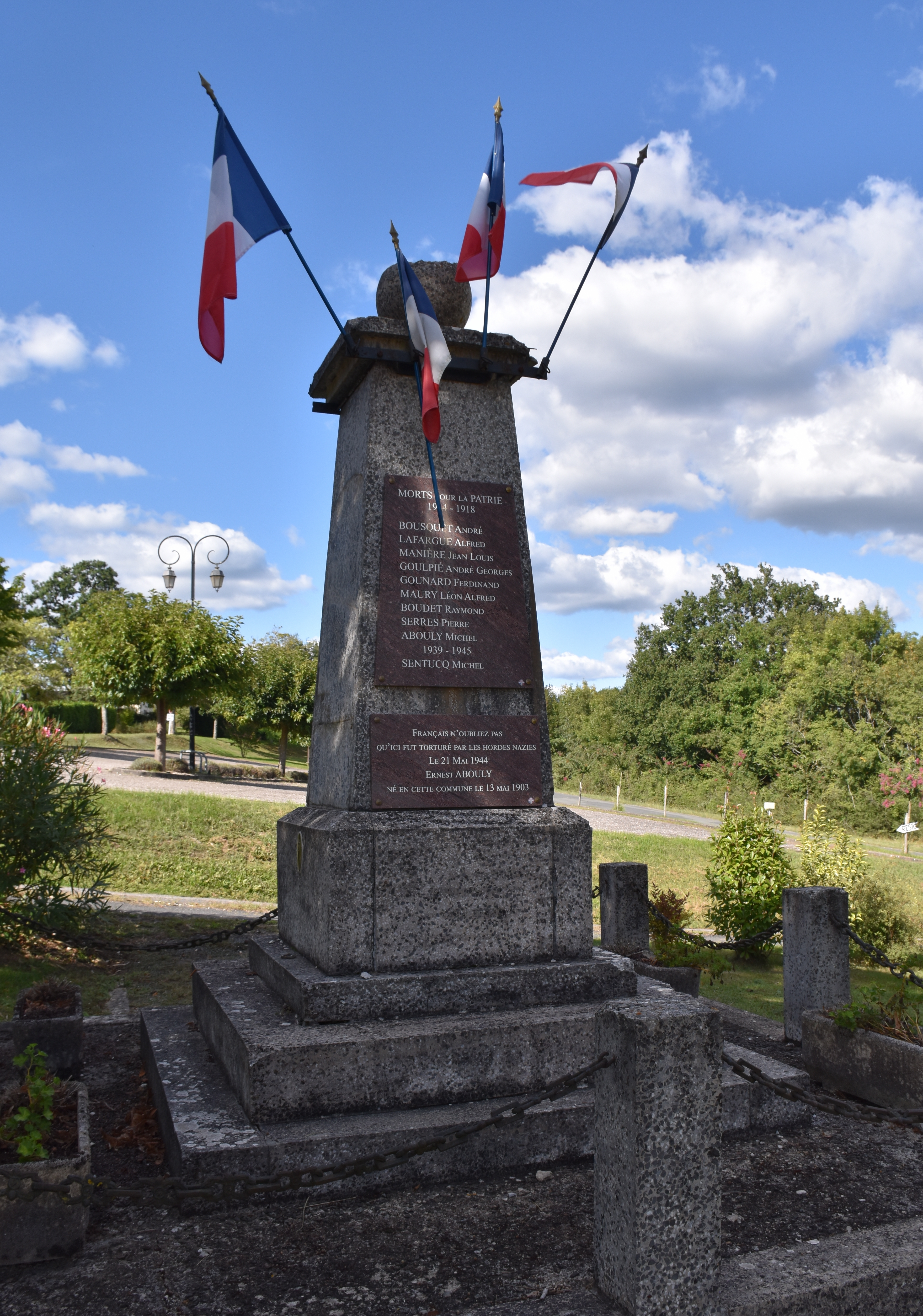
Le monument aux morts.
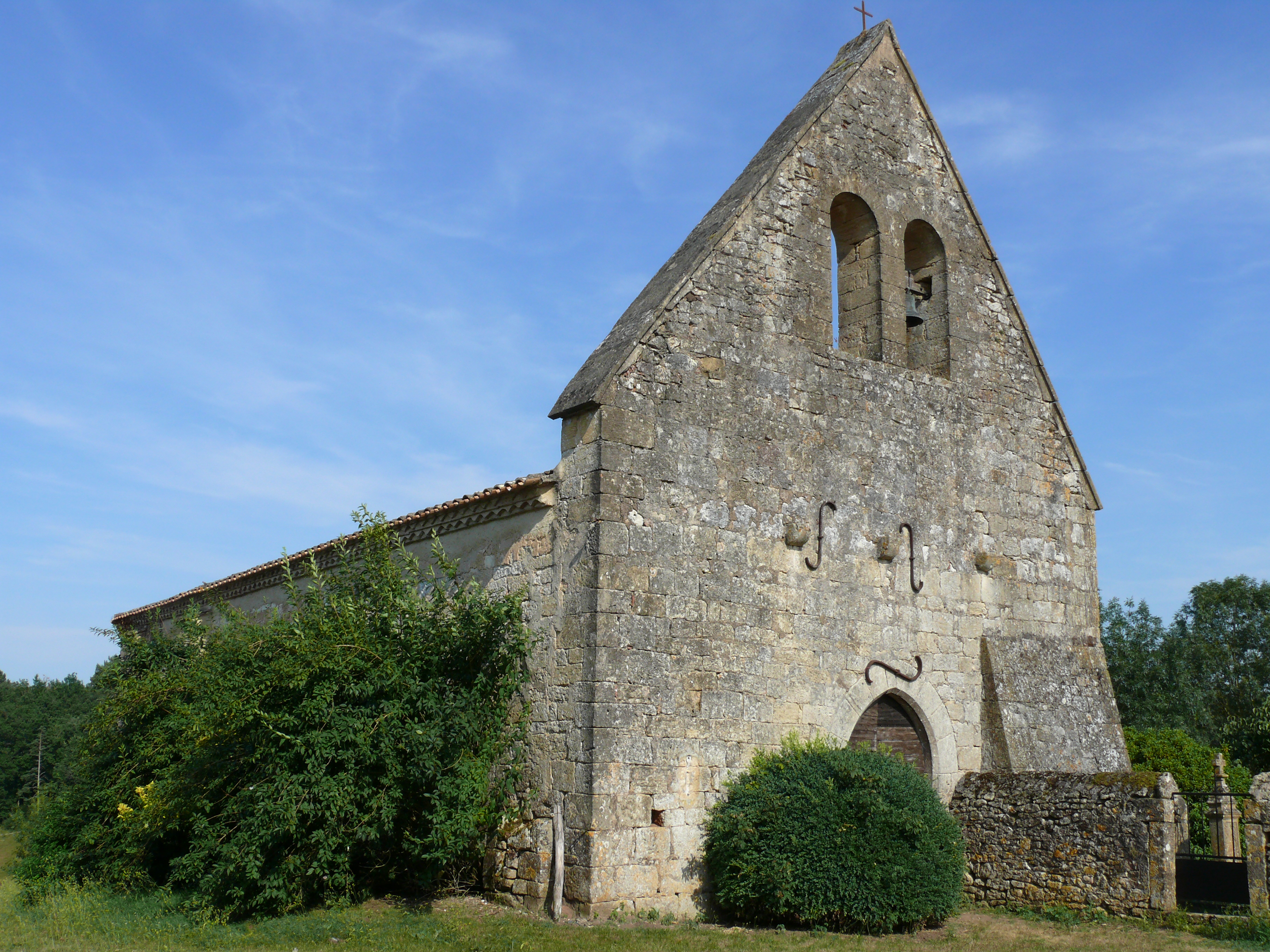
La chapelle de Bertis.

### Personnalités liées à la commune
- Pierre Bellemare (1929-2018), animateur de télévision, a vécu à Vergt-de-Biron de 1999 jusqu'à sa mort[62].

## Pour approfondir